# Цегельно-черепична мінеральна сировина
Цегельно-черепична мінеральна сировина — осадові і слабометаморфізовані гірські породи, які складаються з глинистих мінералів, кварцу і польового шпату і є вихідним матеріалом для виготовлення цегельно-черепичних виробів.
Згідно з вимогами до Ц.-ч.м.с. вміст SiO2 не повинен перевищувати 85 %, CaO+MgO — 20 %, SiO3 — 2 %, оксидів заліза — 14 %; Al2+TiO2 — 7 %.
Територія України багата на Ц.-ч.м.с. Всього на території України взято на облік бл. 1440 родовищ Ц.-ч.м.с. із загальними запасами 1945 млн.м3. Найбільші запаси (по 100 млн.м3 і більше зосереджені у Запорізькій, Харківській, Донецькій і Дніпропетровській областях).